# Cymbiola deshayesi
Cymbiola deshayesi là một loài ốc biển, là động vật thân mềm chân bụng sống ở biển trong họ Volutidae, họ ốc dừa.

## Phân bố
Cymbiola deshayesi have been được tìm thấy ở the waters surrounding several south-Thái Bình đảo Dương groups. The current findings suggest a range quần đảo từ Thái Bình Dương phía đông của Philippines to small island chains just off bờ biển của đông bắc Australia.